# Newtown and Llanllwchaiarn
Newtown and Llanllwchaiarn är en community i Storbritannien.   Den ligger i kommunen Powys och riksdelen Wales, i den södra delen av landet, 240 km nordväst om huvudstaden London.
Den består av Newtown, den största staden i Powys, byn Llanllwchaiarn, som växt samman med Newtown, samt omgivande landsbygd.